# Next Generation ATP Finals 2021
La Next Generation ATP Finals 2021 fue la 4ª edición de la Next Generation ATP Finals, un torneo masculino de tenis juvenil que se celebró en Milán (Italia) en noviembre de 2021.
El Next Generation ATP Finals es un torneo profesional de tenis, jugado en canchas duras bajo techo, y celebrado cada año en noviembre. Las Finales Next Generation es el torneo final para los tenistas masculinos menores de 21 años, con los 7 mejores jugadores de individuales y un invitado.

## Formato
Se introdujeron varios cambios innovadores en las reglas en 2017, incluyendo el mejor a cinco sets, el primero en ganar cuatro juegos en cada set, tie break al 3 iguales, puntuación sin ventajas (elección del sacador). También hubo reglas respecto al tiempo: el partido comenzará a los 5 minutos de la entrada del segundo jugador en la cancha, un reloj para sacar de 25 segundos, un límite máximo de tiempo médico por jugador y por partido, límites en cuándo los entrenadores pueden hablar con los jugadores y el público podrá moverse durante un partido (excepto en las líneas de base).
En septiembre de 2017, la ATP anunció que no habría jueces de línea en el evento. El único oficial en la cancha será el juez de silla y todas las llamadas de línea serán hechas por Hawk-Eye (ojo de halcón). Sin embargo, las faltas de pie, que suelen ser llamadas por el juez de línea de base, pueden ser impugnadas y serán revisadas por una cámara fijada en los pies del servidor.

## Clasificación
Los siete mejores tenistas masculinos menores de 21 años con la mayor cantidad de puntos acumulados en Grand Slam y ATP World Tour durante todo el año clasificarán al Next Generation ATP Finals 2021. Los puntos contables incluyen desde los últimos torneos Challenger posteriores al Next Generation ATP Finals 2019 y los torneos disputados en 2020 que aun mantengan puntos vigentes según las reglas del Ranking ATP; además de todos los puntos obtenidos en torneos disputados durante todo el calendario tenístico 2021.

## Carrera al Campeonato

### Individuales
- Ranking actualizado al 1 de noviembre de 2021.
- Aquellos jugadores en oro están clasificados.
- Aquellos jugadores en marrón han renunciado a jugar este torneo.

| AUS           | FRA                   | WIM     | USO     | MI      | MO      | MA     | RO     | CA     | CI     | IW     | PA2    | 1       | 2 | 3      | 4     | 5      | 6     |        |        |       |    |
| 1             | Jannik Sinner         | R128 10 | R16 180 | R128 10 | R16 180 | F 600  | R32 45 | R32 45 | R32 45 | R32 10 | R32 45 | R16 90  | - | G 500  | G 250 | G 250  | G 250 | SF 180 | CF 90  | 2,845 | 20 |
| 2             | Félix Auger-Aliassime | R16 180 | R128 10 | CF 360  | SF 720  | R32 45 | R64 10 | R64 10 | R16 90 | R32 10 | CF 360 | R64 10  | - | F 150  | F 150 | SF 180 | CF 90 | CF 90  | R16 45 | 2,330 | 19 |
| 3             | Carlos Alcaraz        | R64 70  | R32 115 | R64 45  | CF 360  | R128 0 | A 0    | R32 45 | A 0    | A 0    | R64 35 | R64 10  | - | G 250  | G 125 | SF 90  | SF 90 | R16 20 | R32 12 | 1,274 | 18 |
| 4             | Sebastian Korda       | A 0     | R128 10 | R16 180 | R128 10 | CF 180 | A 0    | A 0    | A 0    | A 0    | R32 45 | R64 10  | - | G 250  | F 150 | G 100  | CF 90 | R16 45 | R16 45 | 1,175 | 18 |
| 53            | Jenson Brooksby       | A 0     | R128 35 | A 0     | R16 180 | Q2 8   | A 0    | A 0    | A 0    | A 0    | A 0    | R64 25  | - | SF 180 | F 150 | SF 102 | G 80  | G 80   | G 80   | 1,004 | 16 |
| 6             | Lorenzo Musetti       | A 0     | R16 180 | R128 10 | R64 45  | R32 45 | A 0    | Q2 16  | R32 45 | A 0    | Q1 0   | R128 10 | - | SF 200 | SF 90 | F 75   | F 48  | CF 45  | R32 20 | 906   | 23 |
| 7             | Brandon Nakashima     | Q1 0    | Q1 0    | R128 35 | R64 45  | Q2 8   | A 0    | A 0    | A 0    | A 0    | R64 0  | R64 25  | - | F 150  | F 150 | G 90   | G 80  | CF 57  | R16 45 | 833   | 20 |
| 8             | Juan Manuel Cerúndolo | A 0     | Q3 16   | Q1 0    | A 0     | A 0    | A 0    | A 0    | A 0    | A 0    | A 0    | A 0     | - | G 262  | G 80  | G 80   | G 80  | F 48   | F 48   | 765   | 25 |
| 9             | Sebastián Báez        | A 0     | Q1 0    | Q1 0    | Q3 16   | A 0    | A 0    | A 0    | A 0    | A 0    | A 0    | A 0     | - | G 84   | G 80  | G 80   | G 80  | G 80   | F 55   | 656   | 15 |
| 10            | Holger Rune           | A 0     | A 0     | A 0     | 128 35  | A 0    | R64 0  | A 0    | A 0    | A 0    | A 0    | R128 0  | - | G 90   | G 80  | G 80   | CF 57 | CF 57  | R16 32 | 639   | 27 |
| 11            | Hugo Gaston           | Q1 0    | R128 0  | Q1 0    | A 0     | R64 25 | A 0    | A 0    | A 0    | A 0    | A 0    | A 0     | - | F 150  | F 60  | F 60   | F 48  | F 48   | SF 45  | 592   | 23 |
| ↓ Suplentes ↓ |                       |         |         |         |         |        |        |        |        |        |        |         |   |        |       |        |       |        |        |       |    |
| 12            | Jiří Lehečka          | Q3 16   | A 0     | A 0     | A 0     | A 0    | A 0    | A 0    | A 0    | A 0    | A 0    | A 0     | - | G 80   | G 80  | F 55   | SF 33 | CF 30  | CF 22  | 405   | 26 |
| 13            | Tomáš Macháč          | R64 70  | Q1 0    | Q3 16   | Q1 0    | A 0    | A 0    | A 0    | A 0    | A 0    | A 0    | A 0     | - | G 125  | F 48  | CF 18  | R16 8 | R16 8  | R16 8  | 314   | 15 |

## Jugadores clasificados

### Individuales
| #  | Jugador               | Puntos | Torneos | Fecha clasificación |
| -- | --------------------- | ------ | ------- | ------------------- |
| 1  | Jannik Sinner         | 2,595  | 21      | 23 de agosto        |
| 2  | Félix Auger-Aliassime | 2,330  | 19      | 30 de agosto        |
| 3  | Carlos Alcaraz        | 1,264  | 18      | 18 de octubre       |
| 4  | Sebastian Korda       | 1,165  | 18      | 18 de octubre       |
| 5  | Jenson Brooksby       | 1,004  | 16      | 25 de octubre       |
| 6  | Lorenzo Musetti       | 906    | 23      | 25 de octubre       |
| 7  | Brandon Nakashima     | 833    | 20      | 30 de octubre       |
| 8  | Juan Manuel Cerúndolo | 765    | 25      | 1 de noviembre      |
| 9  | Sebastián Báez        | 656    | 15      | 2 de noviembre      |
| 10 | Holger Rune           | 639    | 27      | 4 de noviembre      |
| 11 | Hugo Gaston           | 592    | 23      | 5 de noviembre      |

## Finales

### Individuales
| Fecha    | Hora  | Enfrentamiento     | Enfrentamiento | Enfrentamiento      | Marcador           |
| -------- | ----- | ------------------ | -------------- | ------------------- | ------------------ |
| 13.11.21 | 21:00 | Carlos Alcaraz [1] | 3-0            | Sebastian Korda [2] | 4-3(7-5), 4-2, 4-2 |